# Zoomit
Zoomit is een systeem om facturen in elektronisch formaat te kunnen raadplegen in diverse mobiele en internetbankingapplicaties. Met Zoomit kunnen facturen worden beheerd en betaald in diverse mobiele en internetbankingapplicaties.
Het werd in 2009 ingevoerd om de papieren facturen en loonbrieven per post te vervangen. De factuur en een vooraf ingevuld overschrijvingsformulier staan klaar in internet-banking. Goedgekeurde facturen zijn in enkele kliks betaald, zonder dat de gebruiker nog moet overtypen. Het wordt voornamelijk gebruikt om facturen en loonbrieven naar particulieren te sturen.
Zoomit is een gezamenlijk initiatief van de Belgische banken. Het gebruik van Zoomit is gratis. Zoomit is ontwikkeld door Isabel NV.

## Werkwijze
Zodra men een verzender aanvaard heeft in de internetbankingtoepassing van de bank waarbij men is aangesloten, krijgt men een automatische melding (e-mail, maar ook gewoon zichtbaar in de mobiele of internetbankingtoepassing) als er facturen te betalen zijn, of als er een loonbrief is.

## Aangesloten banken
Bij Zoomit zijn de volgende banken aangesloten:
AXA, Belfius, BNP Paribas Fortis, CBC, Crelan, Deutsche Bank, Fintro, Hello Bank, ING, KBC, Keytrade, Record Bank, CPH.

## Aangesloten dienstenleveranciers
Actel, ADMB Verzekeringen, Advia, AG, Allianz, ARAG, AUDI, Avero, AXA, Proximus, BNP Paribas, CARDIF, Das, DATS 24, Belfius Autolease, Belfius lease, Direct Lease, DKV, Electrabel, Ethias, Federale, Generali, ING Lease, Integan, Jent Autolease, Ardenne Prevoyante, Lampiris, Landelijke kinderopvang, Luminus, Manpower, Mercator, Mobistar, Nateus, P&V, Protect, Securex, Securitas, Sita, Truvo, Vivium, Vlan, VOO, Kluwer

## Aangesloten loonbriefbetalingsdiensten
Accent, ADMB, Attentia, CEPA, Daoust, Easypaypost, Groep S, HDP, Partena, SD Worx, Securex , Vlaams Ministerie van Onderwijs en Vorming